# 담양 평장동 광산김씨 유허비
담양 평장동 광산김씨 유허비(潭陽 平章洞 光山金氏 遺墟碑)는 대한민국 전라남도 담양군 대전면 평장리에 있는 조선시대의 유허비이다. 2002년 1월 12일 전라남도의 기념물 제200호로 지정되었다.

## 개요
평장동유허비는 좌대와 비신, 지붕돌로 구성되어 있다. 1737년 김진동 등이 주도하여 문중사람들의 참여하여 2년 뒤인 1739년 기미에 세웠다. 높이 249cm의 비 전면에는 「신라왕자유허비(新羅王子遺墟碑)」라 하였고, 앞면 오른쪽에 「유허비명(遺墟碑銘)」이란 제하의 119자의 내용이 쓰여 있으며, 왼쪽에 비를 세우는 일에 참여한 4명의 이름과 관직 등 26자가 각인되어 있다. 뒷면에 김진상(金鎭商)이 쓴 「유허비음기」라는 제목하에 180자의 내용과 23자의 세운 시기와 글씨를 쓴 사람의 이름이 새겨져 있다. 비각은 정면 1칸, 측면 1칸의 규모인데 팔작지붕의 건물이다.
후면의 음기 내용은 다음과 같다.
광주고을 서북 30리에 불대산을 짊어지고 서석산을 마주보고 이른바 평장동이 있으니 곧 예전의 서일동이요 우리시조 신라왕자 김공의 유허이다.
왕자의 휘는 흥광이니 신라말에 종국이 장차 난리가 있을 중 짐작하고 이곳에 은거하였으니 김씨의 적을 광산으로 함이 이때부터이다. 아들 식으로부터 계속하여 여덟명의 평장사가 나왔으니 마을 이름을 평장동이라 하였다.
고려를 지나 조선조에 들어와서 자손이 더욱 번창하여 이름난 상신과 큰 선비가 계속하여 서로 이으니 이는 진실로 왕자공의 감추어진 빛과 기른 덕이 후손을 덮어 줌이요, 또한 산천의 영수한 정기가 도와줌이다.
아! 애처롭게도 왕자공의 묘소가 없어질까 두려워 종인들과 모의하고 돌을 깎아 기록합니다.

비는 1739년에 세워졌지만 고려 충열왕 때 사림인 김이(金珥)가 쓴 「광산현제영시서(光山縣題詠詩序)」와 조선 성종 2년인 1471년 김현뢰(金賢賚) 가 쓴 「평장동유허서」에도 이곳이 광산김씨의 세거지임을 적고 있다. 유허비가 있는 담양 대전면 평장동은 원래 광산(광주)에 속했는데 1914년(당시 광주군 대치면)에 담양군 대전면에 편입되었다.
이 유허비는 한국씨족의 발생을 연구할 수 있는 좋은 사례이다. 특히 향토사의 입장에서 한 동네의 지명이 결정되는 과정을 살필 수 있는 사례이기도 하다. 뿐 만 아니라 전남지방 성·본관 발생에 대한 연구자료로서 학술적 가치도 있다.

## 참고 자료
- 담양평장동광산김씨유허비 - 국가유산청 국가유산포털